# Streptomycine
La streptomycine est le premier antibiotique cytostatique et cytotoxique de la classe des aminosides (ou aminoglycosides) découvert. C'est un antibiotique à spectre large pouvant réagir avec les bacilles gram négatifs, avec certains cocci gram positifs ou avec certaines mycobactéries.
La streptomycine est isolée en 1943 à partir d'actinobactérie Streptomyces griseus par un Américain, Albert Schatz, à l'époque étudiant. Mais le mérite de cette découverte rejaillit sur son professeur, Selman Waksman, qui obtient le prix Nobel de physiologie ou médecine en 1952. Cet antibiotique fait partie de la liste des médicaments essentiels de l'Organisation mondiale de la santé. Il agit en perturbant la synthèse protéique en se fixant dans les ribosomes bactériens.

## Usage médical

### Traitement
La streptomycine est un antibiotique à large spectre pouvant agir sur certains bacilles gram négatifs, sur certains cocci gram positifs ou sur certaines mycobactéries. Elle est administrée traditionnellement par voie intramusculaire et dans certains pays par voie intraveineuse. Historiquement cet antibiotique est le premier ayant eu une action sur Mycobacterium tuberculosis dans le traitement de la tuberculose. La streptomycine est maintenant un traitement de deuxième ligne pour le traitement de cette maladie et ne doit être employée que pour des formes multirésistantes ou particulières de la tuberculose.
La streptomycine a été employée contre Yersinia pestis dans le traitement de la peste à partir de 1947. L'antibiotique s'est avéré plus efficace que les antibiotiques sulfamidés dans le traitement des formes de peste bubonique ou de peste pulmonaire.
La streptomycine est également utilisée dans le traitement des endocardites infectieuses occasionnées par les entérocoques insensibles à la gentamicine et dans le traitement de la tularémie.
Pour réduire le développement de bactéries résistantes et maintenir l'efficacité de la streptomycine et d'autres médicaments antibactériens, la streptomycine ne doit être utilisée que pour traiter ou prévenir des infections bactériennes.

### Sensibilité de quelques espèces pathogènes
| Micro-organisme                 | CMI50 (μg/ml) | CMI90 (μg/ml) | gamme (μg/ml) |
| ------------------------------- | ------------- | ------------- | ------------- |
| Mycobacterium tuberculosis      | -             | -             | 1 - 2000      |
| Enterococcus faecalis           | -             | -             | 25 - ?        |
| Enterococcus faecalis résistant | >1000         | >2000         | <1000 - >2000 |
| Escherichia coli                | >128          | >512          | 0.5 - >512    |
| Staphylococcus aureus           | >50           | >200          | 1.56 - >200   |

Le dictionnaire Vidal indique des concentrations de sensibilités inférieures à 250 mg/L pour les souches sensibles de streptocoques et les entérocoques à la streptomycine et des concentrations supérieurs à 500 mg/L pour les souches résistantes. Les autres bactéries présentent des concentrations de sensibilité inférieures à 8 mg/L et des concentrations pour les souches résistantes supérieures à 16 mg/L.

## Effets secondaires et contre-indications
Dès 1948, il est montré des effets secondaires lors de l'utilisation de la streptomycine. Elle entraine des troubles de la vue et a des effets toxiques sur l'oreille interne,. Il a été observé une atteinte de la partie vestibulaire du nerf crânien VIII (le nerf vestibulaire) pouvant entraîner des acouphènes, des vertiges et de l'ataxie. Le personnel hospitalier peut développer une sensibilité à l'antibiotique, comme des dermatites, en cas de contact avec le produit.
La streptomycine, comme beaucoup d'aminoglycosides, présente des risques de néphrotoxicité accentués lorsque le patient souffre de dysfonctionnements rénaux.
Cet antibiotique ne doit pas être utilisé chez la femme enceinte, il peut en effet entrainer une lésion du nerf auditif et une néphrotoxicité chez le fœtus.
Il est recommandé de ne pas associer à la streptomycine d'autres médicaments ototoxiques ou néphrotoxiques comme d'autres antibiotiques de la classe des aminosides. La streptomycine potentialise l'effet des inhibiteurs neuromusculaires comme le curare employé lors des anesthésies.

## Mode d'action
La streptomycine est un inhibiteur de la synthèse des protéines. Elle se lie à l'ARN ribosomique 16S de la sous-unité ribosomique 30S du ribosome bactérien, en interférant avec la liaison de l'ARNt de la N-Formylméthionine à la sous-unité 30S. Cette interférence peut conduire à des lectures erronées de codons, l'inhibition de la synthèse de protéines et entrainer la mort de la cellule microbienne. Le mécanisme conduisant à la mort cellulaire est encore mal identifié, la liaison de la streptomycine à la sous-unité ribosomique 30S pourrait interférer avec la sous-unité ribosomique 50S et perturber l'association avec le brin d'ARNm. Le complexe ribosome-ARNm pourrait être alors instable et conduire à des décalages du cadre de lecture et une synthèse de protéines défectueuses conduisant à la mort cellulaire.

## Pharmacocinétique
La streptomycine s'administre par injection intramusculaire qui peut entrainer l'apparition d'abcès stérile au point d'injection. la concentration sérique est atteinte au bout d'une heure. Pour une injection de 500mg, la concentration maximale est de 20µg/mL ; pour une injection de 1g, la concentration maximale passe à 40µg/mL.
La streptomycine dispose d'un bon taux de diffusion au niveau des poumons, des reins. En revanche, la molécule diffuse assez mal dans le liquide céphalo-rachidien et les tissus, elle ne franchit les méninges qu'en cas d'inflammation. Cet antibiotique est présent dans le placenta et le lait maternel.

## Autres utilisations

### En agriculture
La streptomycine est utilisée aux États-Unis, au Canada pour lutter contre le feu bactérien, une maladie bactérienne qui affecte principalement les arbres fruitiers des vergers. 
Cette molécule ne peut habituellement pas être utilisée en production végétale dans l'Union Européenne. Elle peut cependant être employée ponctuellement en situation d'urgence dans la lutte contre le feu bactérien. La streptomycine a été utilisée en Allemagne en 2003 pour une durée de cinq ans, en Autriche en 2005. La Suisse a utilisé la streptomycine en 2008 pour le traitement de cette maladie limité à une à deux pulvérisations par arbre durant la floraison.
Le traitement à la streptomycine laisse des traces de la molécule dans les fruits ne générant pas de danger pour les humains mais qui pourraient cependant à terme entrainer l'apparition de résistance à l'antibiotique, même si le développement de souches pathogènes humaines résistantes par cette voie est peu probable.

### En biotechnologie
La streptomycine, en combinaison avec la pénicilline, est utilisée dans un cocktail d'antibiotiques standards pour prévenir les infections bactériennes dans les cultures cellulaires. La souche STBL3, une souche de bactéries couramment employée dans les laboratoires afin d'utiliser les plasmides lentiviral contenant LTR, est résistante à la streptomycine.

## Découverte
La streptomycine a été isolée le 19 octobre 1943, à partir d'une souche d'actinobactérie Streptomyces griseus, par Albert Schatz, un étudiant du département de microbiologie dirigé par Selman Waksman à l'Université Rutgers dans un projet de recherche financé par Merck & Co,. La streptomycine est le premier antibiotique utilisé contre la tuberculose.
À la fin de la Seconde Guerre mondiale, l'armée américaine a expérimenté la streptomycine dans le traitement d'infections mortelles dans l'hôpital militaire de Battle Creek. Le premier patient traité n'a pas survécu ; le second patient a survécu mais les effets secondaires du traitement l'ont rendu aveugle. Entre 1946 et 1947, la streptomycine est utilisée dans une étude considérée comme le premier essai randomisé contrôlé contre la tuberculose pulmonaire réalisé par l'Unité de recherche sur la tuberculose MRC présidée par Sir Geoffrey Marshall. L'essai est réalisé à la fois en double aveugle et contrôlé par placebo. Les résultats ont démontré l'efficacité de l'antibiotique contre la tuberculose avec une toxicité faible mais ont montré le développement de résistances bactériennes contre la streptomycine.

## Divers
La streptomycine fait partie de la liste des médicaments essentiels de l'Organisation mondiale de la santé (liste mise à jour en 2015).

## Code ATC
- J01GA01